# Symploce jamaicana
Symploce jamaicana es una especie de cucaracha del género Symploce, familia Ectobiidae.

## Distribución
Esta especie se encuentra en Islas Caimán, Jamaica y Puerto Rico.